# المعهد النموذجي بالكاف
المعهد النموذجي بالكاف هو أحد المعاهد الثانوية التونسية النموذجية. يقع في مدينة الكاف. ويعتمد على النظام التعليمي التونسي ولكن يقع الدخول له عبر امتحان شهادة ختم التعليم الأساسي العام. وتتوج آخر سنة دراسية بامتحان الباكالوريا التونسية.

## وصلات خارجية
- موقع وزارة التعليم التونسية